# Матяж Кек
Матяж Кек (словен. Matjaž Kek; 9 вересня 1961, Марибор, СФРЮ) — словенський футболіст і тренер. Грав на позиції  захисника. Тренер національної збірної Словенії.

## Ігрова кар'єра
Матяж Кек почав кар'єру в клубі «Марибор», у складі якого дебютував у сезоні 1979/1980 у Югославській другій лізі, зігравши 4 матчі. Після цього Кек виступав у складі клубу ще 5 сезонів. У 1985 у Кек поїхав до  Австрії, приєднавшись до клубу другої австрійської бундесліги «Шпітталь». У «Шпітталі» Кек провів 4 сезони, потім перейшов в інший австрійський клуб, ГАК (Грац). У ГАКу Матьяж виступав до 1995, в якому він повернувся до Словенії. У Словенії знову грав за «Марибор», діючи на позиції ліберо. У складі «Марибора» Кек виграв два  Кубка та три  чемпіонати Словенії, брав участь в єврокубках.
У складі  збірної Словенії Кек зіграв 1 матч. Він вийшов на поле 7 вересня 1992 в  товариській грі з  Кіпром і провів на полі 78 хвилин; гра завершилася внічию 1:1.

## Тренерська кар'єра
Завершивши кар'єру гравця, Кек став тренером, працюючи асистентом головного тренера «Марибору»  Бояна Прашнікара. Однак Прашнікар не допрацював до кінця сезону, і у 2000 його місце зайняв Кек, який пропрацював із командою до кінця сезону. Влітку 2000 року «Марибор» очолив Іво Шушак, який набрав свою команду помічників, місця в якій Кеку не знайшлося. У 2001 Прашнікар знову очолив «Марибор» і першим ділом запросив до клубу Кека.
У 2002 Кек самостійно очолив «Марибор», замінивши Прашнікара, що став тренером  збірної Словенії. Він виграв з командою титул  чемпіона країни, ліквідувавши 11-очкове відставання від головного конкурента, «Олімпії». У наступному році в другому відбірковому раунді  Ліги чемпіонів «Марибор» програв  хорватському «Динамо», а потім досить вдало виступав у чемпіонаті, але через поразку в останньому турі «Марибор» посів тільки третє місце. На початку сезону 2004/2005 Кек за власною ініціативою подав у відставку з поста тренера «Марибору» через невдалий виступ команди, керівництво клубу прийняло відставку.
У 2006 Кек був призначений тренером збірної Словенії до 16 років. 3 січня 2007 Кек був призначений тренером головної збірної Словенії. Він дебютував на лаві національної команди в лютому 2007 року в матчі з  Естонією, в якому словенці перемогли 1:0. Однак потім результати були невдалими, і команда з 11-ма очками посіла передостаннє місце у відбірковій групі до  чемпіонату Європи 2008, випередивши лише  Люксембург. Незважаючи на невдачу, Кек продовжив працювати з національною командою, і у відбірковій групі до  чемпіонату світу 2010 Словенія посіла 2 місце, лише на 2 очка відставши від переможця, збірної Словаччини. У стикових матчах Словенія переграла за сумою двох матчів за рахунок гостьового голи (1:2; 1:0)  Росію, яку Кек вважав фаворитом пари , і вийшла на ЧС-2010. На світовій першості словенці, попри вдалий старт — перемогу над алжирцями і нічию у грі проти збірної США, посіли лише третє місце у своїй групі і до плей-оф не вийшли.
Тренер залишився працювати зі збірною і керував її діями по ходу відбору на Євро-2012, у якому словенці завдання виходу до фінальної частини континентальної першості не виконали. Після цього 24 жовтня 2011 року контракт тренера з Футбольним союзом Словенії було розірвано за згодою сторін.
Того ж 2011 року перебрався до Саудівської Аравії, де протягом наступного сезону працював з командою «Аль-Іттіхад».
Згодом протягом 2013–2018 років очолював тренерський штаб хорватської «Рієки», з якою у першому ж сезоні виграв Кубок країни, а 2017 року зробив золотий дубль, привівши «Рієку» до перемогу у чемпіонаті і кубку Хорватії.
27 листопада 2018 року удруге очолив тренерський штаб національної збірної Словенії.

## Приватне життя
Кек одружений. Має сина, який отримав у 2003 у ліцензію ПРО на роботу з клубами Словенії, а в 2006 у ліцензію на роботу з клубами УЄФА.

## Статистика виступів

### Статистика виступів за збірну
| Дата       | Місто   | Господарі | Результат | Гості    | Турнір           | Голи | Примітки |
| ---------- | ------- | --------- | --------- | -------- | ---------------- | ---- | -------- |
| 18-11-1992 | Ларнака | Кіпр      | 1 – 1     | Словенія | товариський матч | -    | 78'      |
| Усього     |         | Матчів    | 1         |          | Голів            | 0    |          |

## Досягнення

### Як гравець
- Володар Кубка Словенії: 1997, 1999
- Чемпіон Словенії: 1997, 1998, 1999

### Як тренер
- Чемпіон Словенії: 2000, 2002, 2003
- Чемпіон Хорватії: 2017
- Володар Кубка Словенії: 2004
- Володар Кубка Хорватії: 2014, 2017